# The Power of Love (Jennifer Rush)
"The Power of Love" is een nummer van de Amerikaanse zangeres Jennifer Rush. Het nummer verscheen op haar debuutalbum Jennifer Rush uit 1984. In december van dat jaar werd het uitgebracht als de vijfde en laatste single van het album. Het nummer is gecoverd door onder meer Air Supply en Laura Branigan, maar de bekendste cover is afkomstig van Céline Dion, die het op 8 november 1993 uitbracht als de tweede single van haar album The Colour of My Love.

## Achtergrond
"The Power of Love" is geschreven door Rush, Gunther Mende, Candy DeRouge en Mary Susan Applegate en geproduceerd door Mende en DeRouge. Rush nam het in 1983 op voor haar debuutalbum. In december 1984 werd het in West-Duitsland voor het eerst als single uitgebracht. In juni 1985 kwam het in het Verenigd Koninkrijk uit als single, waar het vijf weken op de eerste plaats stond en de bestverkochte single van dat jaar werd. Ook in Australië, Canada, Ierland, Nieuw-Zeeland, Noorwegen, Oostenrijk, Polen en Zuid-Afrika werd het een nummer 1-hit. In Spanje stond de Spaanstalige versie met de titel "Si tú eres mi hombre y yo tu mujer" op de eerste plaats.
In Nederland kwam "The Power of Love" tot de zevende plaats in de Top 40 en de vierde plaats in de Nationale Hitparade, terwijl in de voorloper van de Vlaamse Ultratop 50 de derde plaats werd gehaald. In de Verenigde Staten werd de single pas in januari 1986 uitgebracht omdat het volgens platenlabel CBS "te Europees" was, en kwam het slechts tot plaats 57 in de Billboard Hot 100.

## Cover van Céline Dion
"The Power of Love" werd in 1985 gecoverd door Air Supply, die tot plaats 68 in de Amerikaanse Billboard Hot 100 kwamen. In 1987 bereikte Laura Branigan plaats 26 in diezelfde lijst met haar versie. De bekendste cover is echter afkomstig van Céline Dion, die het in 1993 op haar derde Engelstalige album The Colour of My Love zette. Het werd haar eerste hit in de Billboard Hot 100 die op de eerste positie terechtkwam, waar het vier weken bleef staan. In Australië was het eveneens haar eerste nummer 1-hit, terwijl het in haar thuisland Canada na "If You Asked Me To" een jaar eerder haar tweede nummer 1-single was.
In vele andere landen haalde "The Power of Love" de top 10, onder meer in het Verenigd Koninkrijk, Frankrijk, Zweden, Nieuw-Zeeland en Vlaanderen, waar de vijfde plaats in de voorloper van de Ultratop 50 werd gehaald. In Nederland kwam het slechts tot plaats 18 in de Top 40 en plaats 22 in de Mega Top 50. In 1995 werd de single genomineerd voor een Grammy Award in de categorie Best Female Pop Vocal Performance, maar verloor hierin van "All I Wanna Do" van Sheryl Crow.

## Hitnoteringen

### Jennifer Rush

#### Nederlandse Top 40
| Hitnotering: 02-11-1985 t/m 18-01-1986 | Hitnotering: 02-11-1985 t/m 18-01-1986 | Hitnotering: 02-11-1985 t/m 18-01-1986 | Hitnotering: 02-11-1985 t/m 18-01-1986 | Hitnotering: 02-11-1985 t/m 18-01-1986 | Hitnotering: 02-11-1985 t/m 18-01-1986 | Hitnotering: 02-11-1985 t/m 18-01-1986 | Hitnotering: 02-11-1985 t/m 18-01-1986 | Hitnotering: 02-11-1985 t/m 18-01-1986 | Hitnotering: 02-11-1985 t/m 18-01-1986 | Hitnotering: 02-11-1985 t/m 18-01-1986 | Hitnotering: 02-11-1985 t/m 18-01-1986 | Hitnotering: 02-11-1985 t/m 18-01-1986 |
| Week                                   | 1                                      | 2                                      | 3                                      | 4                                      | 5                                      | 6                                      | 7                                      | 8                                      | 9                                      | 10                                     | 11                                     |                                        |
| -------------------------------------- | -------------------------------------- | -------------------------------------- | -------------------------------------- | -------------------------------------- | -------------------------------------- | -------------------------------------- | -------------------------------------- | -------------------------------------- | -------------------------------------- | -------------------------------------- | -------------------------------------- | -------------------------------------- |
| Positie                                | 32                                     | 16                                     | 8                                      | 8                                      | 7                                      | 8                                      | 9                                      | 13                                     | 19                                     | 28                                     | 38                                     | uit                                    |

#### Nationale Hitparade
| Hitnotering: 02-11-1985 t/m 18-01-1986 | Hitnotering: 02-11-1985 t/m 18-01-1986 | Hitnotering: 02-11-1985 t/m 18-01-1986 | Hitnotering: 02-11-1985 t/m 18-01-1986 | Hitnotering: 02-11-1985 t/m 18-01-1986 | Hitnotering: 02-11-1985 t/m 18-01-1986 | Hitnotering: 02-11-1985 t/m 18-01-1986 | Hitnotering: 02-11-1985 t/m 18-01-1986 | Hitnotering: 02-11-1985 t/m 18-01-1986 | Hitnotering: 02-11-1985 t/m 18-01-1986 | Hitnotering: 02-11-1985 t/m 18-01-1986 | Hitnotering: 02-11-1985 t/m 18-01-1986 | Hitnotering: 02-11-1985 t/m 18-01-1986 | Hitnotering: 02-11-1985 t/m 18-01-1986 |
| Week                                   | 1                                      | 2                                      | 3                                      | 4                                      | 5                                      | 6                                      | 7                                      | 8                                      | 9                                      | 10                                     | 11                                     | 12                                     |                                        |
| -------------------------------------- | -------------------------------------- | -------------------------------------- | -------------------------------------- | -------------------------------------- | -------------------------------------- | -------------------------------------- | -------------------------------------- | -------------------------------------- | -------------------------------------- | -------------------------------------- | -------------------------------------- | -------------------------------------- | -------------------------------------- |
| Positie                                | 34                                     | 15                                     | 6                                      | 7                                      | 4                                      | 5                                      | 7                                      | 8                                      | 12                                     | 23                                     | 33                                     | 44                                     | uit                                    |

#### NPO Radio 2 Top 2000
| Nummer met noteringen in de NPO Radio 2 Top 2000 | '99 | '00 | '01  | '02  | '03  | '04  | '05  | '06  | '07  | '08  | '09  | '10  | '11 | '12  |
| ------------------------------------------------ | --- | --- | ---- | ---- | ---- | ---- | ---- | ---- | ---- | ---- | ---- | ---- | --- | ---- |
| The Power of Love (Jennifer Rush)                | 736 | 709 | 1267 | 1150 | 1407 | 1246 | 1228 | 1297 | 1362 | 1278 | 1925 | 1846 | -   | 1652 |

1. ↑  Een '-' betekent dat het nummer niet was genoteerd en een vetgedrukt getal geeft de hoogste notering aan.
2. ↑  Deze tabel is bijgewerkt tot en met de laatste editie (2024).

### Céline Dion

#### Nederlandse Top 40
| Hitnotering: 12-03-1994 t/m 16-04-1994 | Hitnotering: 12-03-1994 t/m 16-04-1994 | Hitnotering: 12-03-1994 t/m 16-04-1994 | Hitnotering: 12-03-1994 t/m 16-04-1994 | Hitnotering: 12-03-1994 t/m 16-04-1994 | Hitnotering: 12-03-1994 t/m 16-04-1994 | Hitnotering: 12-03-1994 t/m 16-04-1994 | Hitnotering: 12-03-1994 t/m 16-04-1994 |
| Week                                   | 1                                      | 2                                      | 3                                      | 4                                      | 5                                      | 6                                      |                                        |
| -------------------------------------- | -------------------------------------- | -------------------------------------- | -------------------------------------- | -------------------------------------- | -------------------------------------- | -------------------------------------- | -------------------------------------- |
| Positie                                | 37                                     | 23                                     | 18                                     | 18                                     | 24                                     | 29                                     | uit                                    |

#### Mega Top 50
| Hitnotering: 12-03-1994 t/m 16-04-1994 | Hitnotering: 12-03-1994 t/m 16-04-1994 | Hitnotering: 12-03-1994 t/m 16-04-1994 | Hitnotering: 12-03-1994 t/m 16-04-1994 | Hitnotering: 12-03-1994 t/m 16-04-1994 | Hitnotering: 12-03-1994 t/m 16-04-1994 | Hitnotering: 12-03-1994 t/m 16-04-1994 | Hitnotering: 12-03-1994 t/m 16-04-1994 |
| Week                                   | 1                                      | 2                                      | 3                                      | 4                                      | 5                                      | 6                                      |                                        |
| -------------------------------------- | -------------------------------------- | -------------------------------------- | -------------------------------------- | -------------------------------------- | -------------------------------------- | -------------------------------------- | -------------------------------------- |
| Positie                                | 39                                     | 31                                     | 25                                     | 22                                     | 31                                     | 47                                     | uit                                    |

#### NPO Radio 2 Top 2000
| Nummer met noteringen in de NPO Radio 2 Top 2000 | '99 | '00 | '01 | '02 | '03  | '04 | '05 | '06 | '07 | '08 | '09  | '10  | '11  | '12 | '13  | '14  | '15  |
| ------------------------------------------------ | --- | --- | --- | --- | ---- | --- | --- | --- | --- | --- | ---- | ---- | ---- | --- | ---- | ---- | ---- |
| The Power of Love (Céline Dion)                  | 523 | -   | 644 | 812 | 1006 | 786 | 814 | 893 | 761 | 802 | 1344 | 1208 | 1393 | 612 | 1705 | 1791 | 1814 |

1. ↑  Een '-' betekent dat het nummer niet was genoteerd en een vetgedrukt getal geeft de hoogste notering aan.
2. ↑  Deze tabel is bijgewerkt tot en met de laatste editie (2024).